# 난카이 방송

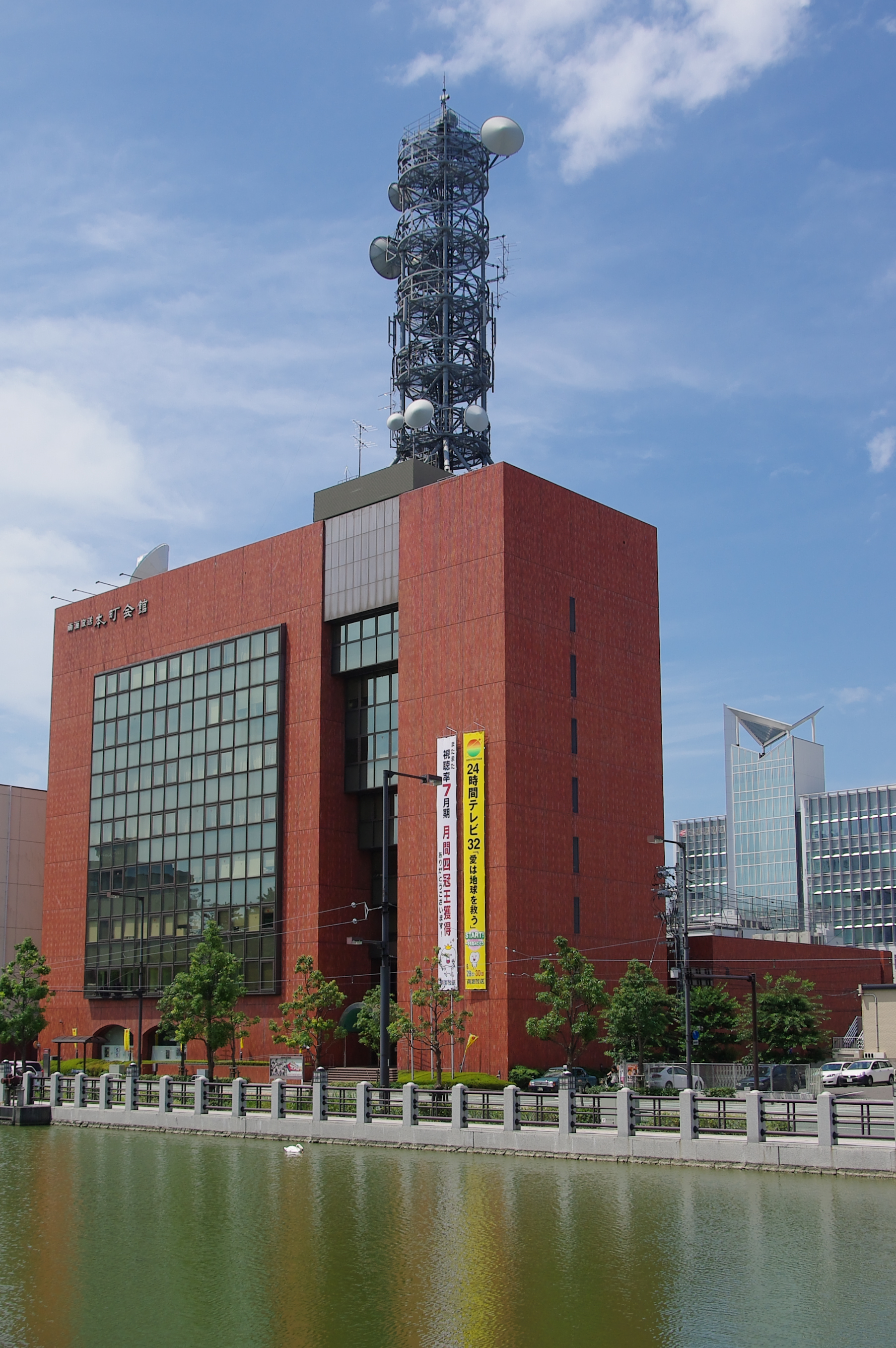

난카이 방송(일본어: 南海放送)은 에히메현에서 처음 개국한 민영방송국이며, 라디오 방송국은 1953년 10월 1일, 텔레비전 방송국은 1958년 12월 1일에 개국했다.
약칭은 이전 회사명 라디오 난카이에서 따온 약칭 RNB, 라디오 콜사인은 JOAF, 텔레비전 콜사인은 JOAF-DTV이다.

## 개요
- 예전에 지역별 프로그램을 방송하고 있는 시간대가 있어서 라디오·텔레비전 모두 복수의 콜사인이 존재한다.
- 텔레비전은NNN계열.라디오는 JRN계열과 NRN계열의 크로스넷.
- 에히메현에 TV 도쿄 계열국이 없기 때문에 TV 도쿄 프로그램 중 일부를 시간차방송 형태로 내보내고 있다.
- 애니메이션의 방영에 적극적이며, 심야 애니메이션도 에히메현에 있는 방송국들중 가장 많이 방송했다.

## 연혁
- 1953년 8월 1일 예비 면허 교부
- 1953년 9월 28일 「난카이방송 주식회사」설립
- 1953년 10월 1일 일본 21번째 (라디오 산요, 라디오 시코쿠, 라디오 구마모토, 라디오 오이타와 같은 날 개국)로 중파라디오 방송 개시(애칭：라디오 난카이, 주파수：1120kc, 출력：낮 1kw·야간 500w)
- 1956년 10월 1일 니하마 라디오 중계국(800kc)·우와지마 라디오 중계국(1560kc) 개국(각 국 모두 출력 100w), 및 마츠야마 라디오 본국이 하루 종일 1kw출력으로 방송 개시
- 1958년 12월 1일 텔레비전 방송 개시(호칭：난카이방송 텔레비전, 콜사인：JOAF-TV, 10 채널, 출력：5kw)
- 1959년 8월 1일　이 날 발족한 JNN에 프로그램 판매 형태로 참가했다.텔레비전 방송 개시 당시 난카이방송은 라디오도쿄 TV주체의 프리 네트워크 편성이었기 때문에 가맹을 신청하고 있었지만 중심방송국의 대응때문에 프로그램 판매형태로 참가했다.
- 1959년 11월 10일 마쓰야마 라디오 본국, 3kw로 증력
- 1960년 6월 1일 니하마 텔레비전 중계국 개국(콜사인：JOAL-TV, 6 채널, 출력：250w)
- 1962년 10월 1일 우와지마 라디오 중계국, 주파수를 1530kc로 변경
- 1962년 12월 27일 마쓰야마 라디오 본국, 5kw로 증력
- 1964년 1월 1일 텔레비전 방송국과 라디오 방송국의 호칭을 정식 회사명인 「난카이 방송」으로 통일(영어약칭 RNB는 그대로)
- 1964년 10월 1일 텔레비전 컬러 방송 개시
- 1965년 5월 2일 라디오 네트워크 JRN발족과 동시에 가맹
- 1965년 6월 20일 카와노에 텔레비전 중계국 개국(난카이방송 첫 UHF 텔레비전 중계국)
- 1965년 10월 1일 니하마 라디오 중계국, 주파수를 1560kc로 변경
- 1966년 4월 1일　NNN 발족과 동시에 가맹하면서 니혼 TV 계열국으로서의 기반을 굳힌다.
- 1966년 11월 13일~12월 ANA항공기 마쓰야마 근해 추락 사고 보도로 타국을 리드
- 1969년 12월 10일　TV 에히메 개국에 따라 후지 TV 프로그램이 중단되면서 도쿄방송·NET-TV의 일부 프로그램도 중단된다.
- 1970년 5월 세토우치 해상납치 사건보도로 히로시마 TV 방송과 함께 타 방송국을 리드
- 1973년 8월 5일 에히메 현의 의뢰에 따른 텔레비전 육아 지원 프로그램 방송 개시
- 1977년 9월 우와지마 라디오국, 현재의 장소에 이전
- 1977년 9월 야와타하마·이마바리에 라디오 중계국이 개국, 일본에서 4번째로 정밀 동일 주파수(1120kHz·출력 100w)에 의한 송신 개시
- 1978년 11월 23일 우와지마국 이외의 4개 중계국 주파수 변경(마쓰야마·이마지·야와타하마：1116 kHz, 니하마：1557kHz)
- 1979년 3월 1일 NRN에 가맹, 올나이트 니폰등 네트워크방송 개시(JRN과 크로스넷 방송국이 된다)
- 1979년 10월 19일 마츠야마-우와지마간 자사설비 마이크로 회선 운용 개시(우와지마 텔레비전국 등 난요 각 중계국의 화질·음질이 향상되었다.)
- 1980년 3월 15일 AM스테레오 공개 실험(일본 지역 방송국에서는 최초)
- 1980년 12월 오즈 라디오 중계국(1233kHz)·미쇼 라디오 중계국(1431kHz)이 개국(각 국 모두 출력 100w)
- 1983년 12월 3일 마쓰야마 라디오 방송국의 제한송신이 해지되면서 의해 수신구역이 확대된다.
- 1986년 8월 1일 전화를 통한 라디오방송 청취 서비스 개시
- 1988년 2월 21일 에히메현 최대의 마라톤 대회 「에히메마라톤」 텔레비전중계 개시
- 1989년 7월 12일 SNG 위성 회선 운용 개시
- 1989년 8월 24일 니혼TV, 도쿄 방송과 함께 일본 최초의 고화질 텔레비전 본방송 개시
- 1990년 7월 19일 텔레비전 음성다중방송 개시(본방송 개시 3일전 시험 방송에서 주음성과 부음성의 회로 선을 잘못 연결해 일부 프로그램이나 CM의 소리가 안들리는 해프닝도 있었다.)
- 1991년 5월 18일 청취율 조사 연동 기획 「라디오 깜짝BOX」개시
- 1992년 4월 1일　라디오 점자 프로그램표 발행 개시
- 1992년 10월 1일 아이 TV개국에 의해 도쿄방송의 프로그램 대부분이 이행되고 동시에 JNN 참가를 취소한다.
- 1993년 10월 1일　스폰서 관계로 남아 있던 도쿄방송의 프로그램이 이 날 모두 아이 TV로 이행되면서 모두 중단된다.
- 1994년 9월 29일 니하마 중계국을 제외한 현내 라디오 주파수가 1116 kHz로 통일되었다.
- 1995년 4월 1일　에히메 아사히 TV 개국에 의해 민간방송 교육협회제작 프로그램을 제외한 TV 아사히 계열 프로그램이 이행되고 이에 따라 니혼TV 완전가맹국이 된다.
- 1996년 4월 1일 니하마 라디오 중계국이 1kw로 출력을 늘리는 동시에 주파수를 1116 kHz로 변경
- 1996년 11월 1일 공식 사이트 개설
- 1997년 8월 AM라디오 방송구역을 자동으로 계산할 수 있는 소프트웨어를 직접개발
- 1998년 4월 문자다중방송개시
- 2000년 3월 회원제 휴대 전화 사이트 「Club-N」운용 개시
- 2001년 7월 10일 이마지 라디오 중계국이 폐국
- 2006년 6월 21일 지상파 디지털 방송, 시험 방송 개시(현내 텔레비전국 동시실시)
- 2006년 9월 25일 지상파 디지털 텔레비전 방송국의 무선국 면허 취득.
- 2006년 10월 1일 지상파 디지털 텔레비전 방송 개시
- 2011년 7월 24일 지상파 아날로그 텔레비전 방송 종료
- 2014년 11월 3일 전국 최초 AM・FM겸용방송국 (FM보완중계국 제1호)이 되어, FM시험전파발사. 91.7MHz(마츠야마)
- 2014년 12월 1일 FM본방송 개시(애칭 Fnam(에프남))
- 2018년 3월 11일 - 밤 10시 30 분부터 1시간 동안 중파방송 중계국과 FM 보완중계국이 재해를 테마로 한 다른 내용의 프로그램을 방송.

## 라디오

### 라디오 방송소
| 방송국·중계국     | 콜사인 | 주파수  | 출력 | 비고                                   |
| ----------------- | ------ | ------- | ---- | -------------------------------------- |
| 마츠야마 방송국   | JOAF   | 1116kHz | 5kW  | 중파방송 중계국 모두 동일주파수로 방송 |
| 니하마 중계국     | JOAL   | 1116kHz | 1kW  |                                        |
| 우와지마 중계국   | JOAM   | 1116kHz | 1kW  |                                        |
| 오즈 중계국       | JOAN   | 1116kHz | 100W |                                        |
| 미쇼 중계국       | JOAS   | 1116kHz | 100W |                                        |
| 야와타하마 중계국 |        | 1116kHz | 100W |                                        |

| 방송국·중계국            | 주파수  | 출력 | 비고 |
| ------------------------ | ------- | ---- | ---- |
| 마츠야마 FM 보완중계국   | 91.7MHz | 1kW  |      |
| 니하마 FM 보완중계국     | 91.7MHz | 100W |      |
| 오즈 FM 보완중계국       | 91.7MHz | 30W  |      |
| 우와지마 FM 보완중계국   | 91.7MHz | 100W |      |
| 이마바리 FM 보완중계국   | 91.7MHz | 20W  |      |
| 미쇼 FM 보완중계국       | 91.7MHz | 20W  |      |
| 노무라 FM 보완중계국     | 91.7MHz | 20W  |      |
| 야와타하마 FM 보완중계국 | 91.2MHz | 100W |      |
| 가와노에 FM 보완중계국   | 91.2MHz | 10W  |      |
| 구마 FM 보완중계국       | 91.2MHz | 20W  |      |

### 개요
- 중파방송 중계국은 동일 주파수 방송을 실시.월요일 2:00~4:00휴지를 제외한 24시간 방송.(4시 기점)
- 이전에는 이마바리시에 이마바리 중계국(1116 kHz, 100 W)이 있었지만 1996년 니하마 중계국 주파수 변경 및 출력증강 이후 전파 상호 간섭을 막으려는 목적으로 2001년 7월 폐국 되었다.
- 예전에 사용하던 오즈 중계국 시설이 노후화가 진행되자, 오즈시 다카야마지산에 중파방송 실험방송 중계국을 설치한 적이 있었다(1233kHz, 100W).
- 에히메현 전역과 히로시마현남부, 야마구치현전역, 가가와현서부, 후쿠오카현북동부, 오이타현동부에서도 수신이 가능하나 오이타현의 경우 현지 방송국인 오이타 방송의 주파수가 1098kHz로 난카이방송의 1116kHz에 가깝기 때문에 혼신하기 쉬우며 동일본에서는 니가타 방송과 동일 주파수이므로 야간에도 수신하기 곤란하다.
- FM 보완중계국 동일 주파수 방송을 위해 마츠야마 텔레비전 송신소와 니하마 텔레비전 중계국에 동일 주파수 방송 실험방송용 중계국을 설치했으며, 실험 결과 특별한 이상이 없어 2015년 3월 21일 니하마 FM 보완중계국이 마츠야마 FM 보완중계국과 동일한 주파수로 개국한 것을 계기로 이후 개국하는 FM 보완중계국 주파수는 모두 마츠야마 FM 보완중계국이 사용하는 91.7MHz로 맞춰져 있다.
  - 그러나, 가와노에 FM 보완중계국은 니하마 FM 보완중계국과, 야와타하마 FM 보완중계국은 우와지마·오즈 FM 보완중계국과 전파간섭을 일으킬 가능성이 있어 91.2MHz에서 방송하고 있다.

## 텔레비전

### 텔레비전 네트워크의 변천
- 1958년 12월 1일 텔레비전 방송 개시.니혼TV·라디오도쿄 TV와 네트워크관계를 맺는다.
- 1959년 3월 1일 NET-TV와 이날 개국한후지 TV와 네트워크 관계를 맺는다.
- 1959년 8월 1일 라디오도쿄 TV주체 편성으로 하기 위해 뉴스 네트워크 JNN에 가맹을 신청하지만 거절 당했기 때문에 프로그램 판매를 통한 참가만 했으며 이를 계기로 편성을 니혼TV 중심으로 한다.
- 1966년 4월 1일 뉴스 네트워크NNN에 가맹하면서 일부 JNN계 낮뉴스 방송을 취소한다.
- 1967년 6월 민간방송 교육협회에 가맹.
- 1969년 12월 10일 TV 에히메 개국에 의해 후지 TV 프로그램이 중단되는 동시에도쿄방송·NET-TV의 일부 프로그램도 중단되었다.
- 1992년 10월 1일 아이 TV 개국에 의해 대부분의 도쿄 방송의 프로그램이 이행.
- 1993년 10월 1일 이 날을 기점으로 도쿄방송의 프로그램이 아이 TV로 완전히 이행되어 모두 중단되었다.
- 1995년 4월 1일 에히메 아사히 TV 개국에 따라 프로그램 판매에 의한 ANN뉴스 방송을 취소하고 민간방송 교육협회 프로그램을 제외한 모든 TV 아사히 프로그램이 중단되면서 니혼TV 완전가맹국화를 완료하였다.

## 비고
- 원래 텔레비전 방송국은도쿄 방송(당시는 라디오도쿄)와의 네트워크를 희망하고 있었지만 결국 니혼TV 계열로 개국했다.
  - 이는 개국당시 방송회선 사정(마이크로 회선이 1개밖에 없었으며 시코쿠 지역 최초의 민영 텔레비전 방송사인 시코쿠방송이 니혼TV 계열로 들어갔기 때문이었다.)으로 되어 있지만 이와는 별도로 네트워크 연결 교섭을 하러간 RNB 간부를 라디오 도쿄측에서 오랫동안 기다리게 했기 때문에 무례하다 여긴 간부가 협상을 그만두었다는 설도 있다(덧붙여 후자의 경우 방송구역이 중복되었던 히로시마의 라디오 주고쿠의 요청을 받아 일부러 라디오 도쿄측이 이러한 태도를 취했다고 하는 설까지 있다).
- JNN협정 문제로 취재·소재 전달에는 참가할 수 없었지만 「JNN뉴스」를 하나의 「프로그램」으로서 방송하는 것이 인정되었고 이런 이유로 아침에는 TBS의 프로그램을 방송하고 있었다.
그 때문에 1992년 10월 아이 TV 개국전까지 오전에 주로 TBS의 프로그램을 방송하면서 제작에도 협력하고 있었다.
  - 또한 황금시간대에 광고주 포함 동시연결에 의한 TBS 계열 동시 네트워크 프로그램이 상당수 방송되어 크로스넷 방송국 같은 편성비율이 이루어진 것으로 미루어 양자간의 친밀한 모습을 엿볼 수 있는데 이는 프로그램 공급 조직을 JNN이 겸하고 있어 RNB를 정식으로 계열국 취급 할 수 없었기 때문에 광고주 포함 동시연결에 의한 동시 네트워크 방송을 늘려 실질적으로 계열국에 준하는 취급을 하고 있었다고 생각된다.
그 때문인지 당시 라이벌 민영방송국인 TV 에히메는 RNB에서 방송하고 있지 않은 일부 니혼TV 계열 프로그램이 방송되고 있었다.
- 니하마 텔레비전 중계국에는 호출부호 JOAL-TV가 부여되어 있었으나 지상파 아날로그 텔레비전 방송이 종료되면서 폐지되었다.
- 라디오 방송국의 경우 지역 방송국으로서는 드물게 일요일 오후나 밤에도 자사 제작 생방송 프로그램을 방송하고 있는데 이는 RCC·KRY·OBS등 다른 지역의 라디오 방송국을 수신하기 쉬운 것이 한 가지 이유라고 추정된다.
- 고교 야구 중계의 경우 개회식부터 결승전까지 대부분의 시합을 라디오로 중계하고 있었고 지금도 라디오 고교 야구 중계에는 적극적이여서 남성 아나운서의 야구 실황은 지방국 중에서 레벨이 높다고 평가되며 그 경험을 살려 지역 야구리그인 시코쿠 아일랜드 리그의 중계도 적극적으로 행하면 좋겠다는 의견도 많다.

## 에히메현에 있는 다른 텔레비전·라디오 방송국
- NHK 마쓰야마 방송국
- 에히메 아사히 TV(eat)(TV 아사히 계열)
- 아이 TV(ITV)(도쿄 방송 계열)
- TV 에히메(EBC)(후지 TV 계열)
- FM에히메(JFN 계열)